# 콘푸로스트
콘푸로스트는 미국 켈로그 사에서 생산하는 설탕이 코팅된 콘플레이크 시리얼이다. 원산지 미국에서의 명칭은 Frosted Flakes이며, 대한민국에서는 농심과 켈로그의 합작회사인 농심켈로그에서 콘푸로스트란 이름으로 판매되고 있다. 콘푸로스트는 1952년 미국에서 처음 제품으로 출시되었으며, 2015년 매출 기준 미국에서 가장 인기가 많은 시리얼 중 2위를 차지할 정도로 대중적인 인기가 높은 시리얼이다. 우유에 말아 먹는게 가장 일반적인 방법이다.

## 각국에서의 명칭
- Frosted Flakes (북미)
- Frosties (유럽과 중동)
- Zucaritas (히스패닉 아메리카)
- Sucrilhos (브라질)
- コーンフロスティ (일본)
- 콘푸로스트 (대한민국)

## 같이 보기
- 시리얼
- 그래놀라
- 첵스
- 농심켈로그